# Vol Lufthansa 615
 (octobre 2023).
La mise en forme du texte ne suit pas les recommandations de Wikipédia : il faut le « wikifier ».
Les points d'amélioration suivants sont les cas les plus fréquents. Le détail des points à revoir est peut-être précisé sur la page de discussion.
- Les titres sont pré-formatés par le logiciel. Ils ne sont ni en capitales, ni en gras.
- Le texte ne doit pas être écrit en capitales (les noms de famille non plus), ni en gras, ni en italique, ni en « petit »…
- Le gras n'est utilisé que pour surligner le titre de l'article dans l'introduction, une seule fois.
- L'italique est rarement utilisé : mots en langue étrangère, titres d'œuvres, noms de bateaux, etc.
- Les citations ne sont pas en italique mais en corps de texte normal. Elles sont entourées par des guillemets français : « et ».
- Les listes à puces sont à éviter, des paragraphes rédigés étant largement préférés. Les tableaux sont à réserver à la présentation de données structurées (résultats, etc.).
- Les appels de note de bas de page (petits chiffres en exposant, introduits par l'outil «  Source ») sont à placer entre la fin de phrase et le point final[comme ça].
- Les liens internes (vers d'autres articles de Wikipédia) sont à choisir avec parcimonie. Créez des liens vers des articles approfondissant le sujet. Les termes génériques sans rapport avec le sujet sont à éviter, ainsi que les répétitions de liens vers un même terme.
- Les liens externes sont à placer uniquement dans une section « Liens externes », à la fin de l'article. Ces liens sont à choisir avec parcimonie suivant les règles définies. Si un lien sert de source à l'article, son insertion dans le texte est à faire par les notes de bas de page.
- La présentation des références doit suivre les conventions bibliographiques. Il est recommandé d'utiliser les modèles {{Ouvrage}}, {{Chapitre}}, {{Article}}, {{Lien web}} et/ou {{Bibliographie}}. Le mode d'édition visuel peut mettre en forme automatiquement les références.
- Insérer une infobox (cadre d'informations à droite) n'est pas obligatoire pour parachever la mise en page.

Pour une aide détaillée, merci de consulter Aide:Wikification.
Si vous pensez que ces points ont été résolus, vous pouvez retirer ce bandeau et améliorer la mise en forme d'un autre article.
Le détournement du vol Lufthansa 615 est un acte de terrorisme palestinien survenu le 29 octobre 1972 et visant à libérer les trois auteurs survivants du massacre de Munich emprisonnés en Allemagne de l'Ouest.
Le vol Lufthansa 615 est un vol à escales multiples allant de Damas à Francfort ; l'avion a été saisi par des sympathisants de l'organisation Septembre noir après le départ de Beyrouth en direction d'Ankara. Les autorités ouest-allemandes accèdent rapidement à la demande de libération des terroristes emprisonnés. Ceux-ci sont remis aux pirates de l'air à l'aéroport de Zagreb et l'avion détourné se pose enfin à Tripoli, où tous les otages sont libérés. Les assaillants de Munich libérés obtiennent l'asile du dirigeant libyen Mouammar Kadhafi.
Le gouvernement ouest-allemand a été critiqué pour les décisions prises dans cette affaire, particulièrement en Israël. Des soupçons ont été émis faisant état d'un accord secret entre le gouvernement allemand et Septembre noir : libération des terroristes capturés en échange de l'assurance qu'il n'y aurait plus d'attaques contre l'Allemagne.

## Contexte: la crise des otages de Munich et ses conséquences
Le 5 septembre 1972, lors des Jeux olympiques d'été de Munich, huit membres du groupe terroriste palestinien Septembre noir prennent en otage neuf membres de l'équipe olympique israélienne, après avoir tué deux autres athlètes israéliens. Lors d'une fusillade à la suite de l'échec d'une tentative de sauvetage de la police à la base aérienne de Fürstenfeldbruck, tous les otages sont tués
. Cinq des huit terroristes palestiniens ont également été tués. Les trois auteurs survivants sont Adnan Al-Gashey, Jamal Al-Gashey et Mohammed Safady, qui sont arrêtés et placés en détention provisoire.
Immédiatement après le massacre de Munich, les autorités ouest-allemandes craignent d'être entraînées dans le conflit israélo-arabe. Comme le disait le ministre des Affaires étrangères Walter Scheel en octobre 1972, il fallait « se défendre contre les actions des deux côtés du conflit ». En Israël, la politique d'apaisement menée par les autorités allemandes a été comparée avec les accords de Munich de 1938.
En effet depuis 1969, quand Willy Brandt est devenu chancelier, l’attitude de la RFA à l’égard du conflit israélo-arabe a changé. Les gouvernements conservateurs précédents étaient considérés comme résolument pro-israéliens (en particulier au cours des années 1960, lors de la guerre des Six Jours), ce qui avait conduit un certain nombre d'États arabes à rompre leurs relations diplomatiques avec l'Allemagne de l'Ouest. Avec l'Égypte et la Tunisie, ceux-ci n'avaient été rétablis que peu de temps avant les Jeux olympiques d'été de 1972.
Les autorités ouest-allemandes étaient conscientes de la notoriété des prisonniers et du fait que le groupe comptait de nombreux sympathisants, de sorte qu'on craignait des actes terroristes visant à la libération des assaillants de Munich. Les avions de la compagnie aérienne nationale Lufthansa ou de son homologue israélien El Al ont été identifiés comme des cibles probables,. Le 9 septembre, une lettre anonyme est reçue affirmant qu'un tel détournement était effectivement imminent, ce qui incite le ministère fédéral de l'Intérieur (alors dirigé par Hans-Dietrich Genscher) à questionner la présence de citoyens arabes à bord des avions de la Lufthansa.
Déjà lors de la crise des otages à Munich, il est devenu évident que les assaillants comptaient sur d'éventuelles tentatives de libération en cas d'arrestation. Lorsqu'on lui demande s'il avait peur d'être arrêté et incarcéré dans une prison allemande, leur chef Latif Afif (tué par la suite dans la fusillade de Fürstenfeldbruck) répond qu'il n'y avait rien à craindre, car « il n'y a pas de peine de mort en Allemagne » et que « nos frères nous libéreraient ».

## Le détournement
Remarque : Pour des raisons de cohérence, toutes les heures ont été converties en heure d'Europe centrale.
Le dimanche 29 octobre 1972, un Boeing 727-100 de la Lufthansa est détourné : vol 615 sur la liaison Damas - Beyrouth - Ankara - Munich - Francfort,. L'avion (immatriculé D-ABIG) décolle de l'aéroport international de Damas très tôt le matin, avec sept membres d'équipage mais initialement sans aucun passager. Lors de la première escale à l'aéroport international de Beyrouth, 13 personnes sont montées à bord du vol : neuf citoyens de divers pays arabes, deux Américains, un Allemand, un Français et un journaliste espagnol, qui a par la suite rédigé un témoignage des événements,.
Le départ de Beyrouth est retardé d'environ 15 minutes. Initialement prévu pour 5 h 45, le décollage a lieu à 6 h 1. Moins de 15 minutes plus tard, deux passagers arabes menacent de faire exploser l'avion en utilisant des explosifs cachés dans la cabine de première classe (et qui avaient probablement été introduits clandestinement à Damas). Ils exigent la libération des membres de Septembre noir des prisons allemandes.
Après un ravitaillement en carburant à l'aéroport international de Nicosie, les pilotes sont contraints de se diriger vers l'aéroport de Munich-Riem, où les pirates de l'air avaient initialement prévu que l'échange ait lieu. Lorsque l'avion arrive dans l'espace aérien autrichien vers midi, il devient évident pour les pirates de l'air que leurs demandes ne pourraient pas être satisfaites à temps. Le plan est modifié et l'équipage de la Lufthansa doit se dérouter vers Zagreb, dans ce qui était alors la république fédérative socialiste de Yougoslavie, en survolant l'aéroport de Zagreb jusqu'à ce que les membres de Septembre noir y soient amenés. Cela a mis les Allemands sous pression, car l’avion finirait par manquer de carburant.
Une fois que la nouvelle du détournement est reçue au siège de Lufthansa à Cologne, le président Herbert Culmann est monté à bord d'un Hawker Siddeley HS.125, propriété de la filiale Condor (enregistrée D-CFCF) et s'est envolé pour Munich. Il est ensuite rejoint par le maire Georg Kronawitter et le chef de la police Manfred Schreiber (de), ainsi que par le ministre bavarois de l'Intérieur Bruno Merk (de) au comité de crise local,. La réponse du gouvernement ouest-allemand a été coordonnée par un conseil de crise à Bonn, composé du vice-chancelier et ministre des Affaires étrangères Walter Scheel et des ministres de l'Intérieur et des Transports Hans-Dietrich Genscher et Lauritz Lauritzen,.
Rappelant l'échec de la tentative de sauvetage lors de la crise des otages olympiques et l'absence (à l'époque) d'une unité de police d'opérations spéciales telle que le futur GSG 9, les autorités ouest-allemandes ont rapidement décidé de se conformer aux exigences des pirates de l'air. Vers 14 h 0, les trois membres de Septembre noir sont transportés à l'aéroport de Riem. Philipp Held (de), le ministre bavarois de la Justice, ordonne la révocation du mandat d'arrêt et fait délivrer aux membres de Septembre noir des papiers d'émigration officiels. Les trois hommes sont emmenés à bord de l'avion que Culmann avait utilisé pour se rendre à Munich et sont rejoints par deux policiers en civil. Culmann décide de se rendre à Zagreb pour y assister directement aux négociations.
L'avion quitte Munich, mais le pilote reçoit l'ordre de rester dans l'espace aérien ouest-allemand. Les négociateurs allemands demandent que l'avion détourné de la Lufthansa soit autorisé à atterrir d'abord à Zagreb, mais leur initiative n’aboutit pas. La situation s'est tendue lorsque l'avion détourné se rapprocha dangereusement d'une panne de carburant. Dans ce que Culmann appelle plus tard « l'état d'urgence », en raison d'une prétendue perte de communication avec Munich, Culmann a ensuite personnellement ordonné au pilote de l'avion transportant les attaquants munichois libérés de se diriger vers l'aéroport de Zagreb et d'y atterrir. Cette directive allait à l’encontre des ordres des autorités allemandes,. En conséquence, une enquête judiciaire contre Culmann sera ouverte, mais abandonnée peu de temps après.
Vingt minutes après l'arrivée des trois membres de Septembre Noir à l'aéroport de Zagreb, l'avion détourné de la Lufthansa y atterrit également et quelque temps plus tard, à 18 h 5, le transfert a lieu. Cela se produit sans aucune mesure de réciprocité : les 18 otages n'étant pas encore libérés.
Une autre situation critique s'est produite lorsque les autorités yougoslaves en charge de l'aéroport accédent aux demandes de leurs homologues de Bonn en empêchant l'avion de la Lufthansa de quitter l'aéroport à nouveau. Réalisant que l'avion ne serait pas ravitaillé, les pirates de l'air menacent à nouveau de tuer toutes les personnes à bord. Le bras de fer a été rompu par Kurt Laqueur (de), le consul ouest-allemand à Zagreb, qui a signé l'ordre de ravitaillement sans y avoir été autorisé. L'avion de la Lufthansa décolle de Zagreb à 18 h 50, cette fois en direction de Tripoli (Libye). À 21 h 3, il arrive à l'aéroport international de Tripoli, où les otages sont finalement libérés.
En Libye et dans d’autres pays de la région, des célébrations de masse ont éclaté, les pirates de l’air de la Lufthansa et les auteurs des attentats de Munich libérés étant traités comme des héros,. Juste après leur arrivée à l’aéroport, une conférence de presse est organisée et retransmise en direct dans le monde entier. Le gouvernement libyen dirigé par Mouammar Kadhafi permet aux assaillants de Munich de se réfugier et de se cacher, ignorant les demandes du ministre des Affaires étrangères ouest-allemand Scheel de les traduire en justice. Dans le cadre d'une opération secrète à grande échelle baptisée Colère de Dieu, Israël décide ensuite de retrouver des agents de Septembre noir et de l'OLP et de les tuer.

## Réactions
Les hommes politiques allemands des partis gouvernementaux de l'époque (sociaux-démocrates et libéraux) ainsi que de l'opposition (les partis conservateurs de la CDU/CSU) ont généralement salué le résultat non violent du détournement. Cela reflétait l’opinion publique selon laquelle la libération des assaillants de Munich réduirait le risque de nouveaux actes terroristes contre des cibles allemandes,. Les critiques ont porté autour du manque de sécurité aéroportuaire suffisante pour empêcher l'introduction clandestine d'explosifs dans les avions de ligne, et du fait que Lufthansa n'employait pas de policiers aériens, ce qui à l'époque était déjà courant sur certains vols d'El Al, Pan Am, Swissair et d'autres.
Israël a vigoureusement condamné la libération des auteurs des crimes de Munich et a accusé l'Allemagne de l'Ouest d'avoir « capitulé devant le terrorisme ». Le lendemain, la Première ministre Golda Meir déclare : « Depuis hier, nous sommes déprimés, lésés et je dirais insultés, que l'esprit humain, si faible et impuissant, ait cédé à la force brutale. » Le ministre des Affaires étrangères Abba Eban remet une note de protestation officielle auprès du gouvernement ouest-allemand et l'ambassadeur d'Israël à Bonn est temporairement rappelé, officiellement pour des consultations.

## Soupçons d'implication du gouvernement ouest-allemand
Immédiatement après le détournement du vol 615, et plusieurs fois par la suite,, des inquiétudes ont été exprimées quant au fait que l'événement serait peut-être organisé ou au moins toléré par le gouvernement ouest-allemand afin de « se débarrasser de trois meurtriers, qui étaient devenus un fardeau pour la sécurité » (comme l'a écrit Amnon Rubinstein dans le journal israélien Haaretz sous le titre « La honte de Bonn » peu après la libération des tueurs). Les arguments fréquemment avancés lors de telles allégations sont le nombre « suspect » de passagers qui était particulièrement bas, (il n'y avait que 13 passagers masculins à bord du Boeing 727-100 détourné, un type d'avion d'une capacité de 130 à 150 sièges) ; la décision « étonnamment », rapide de faire libérer les prisonniers ; ainsi que de prétendus contacts du Service fédéral de renseignement ouest-allemand avec l'Organisation de libération de la Palestine (OLP),.
Les intérêts commerciaux de l'Allemagne de l'Ouest dans les pays arabes ainsi que le désir d'être épargné par de futurs actes de terreur ont été invoqués comme motifs de l'implication du gouvernement,. Peu après les événements entourant le vol 615, Haim Yosef Zadok accuse l'Allemagne, dans un discours à la Knesset, d'avoir « profité de l'occasion pour améliorer ses relations avec le monde arabe ». Dans son autobiographie de 1999, Abou Daoud (le cerveau de l'opération ayant conduit au massacre de Munich) affirme que « les Allemands » lui aurait offert 9 millions de dollars pour simuler une prise d'otages. Cependant, au cours des années suivantes, il refuse de confirmer ou d’élaborer cette affirmation. Dans une interview accordée au Frankfurter Allgemeine Zeitung en 2006, Zvi Zamir, chef du Mossad de 1968 à 1974, déclare qu'il était certain qu'il y avait eu une sorte d'accord entre l'Allemagne de l'Ouest et Septembre noir.
Le film documentaire oscarisé One Day in September (sorti en 1999 et qui relate les évènements du massacre de Munich) soutient la thèse selon laquelle le détournement du vol Lufthansa 615 était « un montage organisé par le gouvernement allemand en collusion avec les terroristes », ce qui correspond aux propos de Jamal Al-Gashey au lendemain de sa libération. Le film présente une interview d' Ulrich Wegener, un expert allemand de la lutte contre le terrorisme et commandant fondateur du GSG 9 (unité d'intervention de la police allemande) qui qualifie de telles allégations de « probablement vraies ». Wegener est également cité pour dire que les réflexions des autorités ouest-allemandes sur la manière de gérer la situation des otages étaient probablement motivées principalement par le désir d'empêcher que le pays ne devienne un foyer de nouvelles cibles du terrorisme.
En 2013, les journalistes d'investigation de l'émission de télévision allemande Report München (de) cite une lettre du chef de la police de Munich, envoyée au ministère bavarois de l'Intérieur onze jours avant (18 octobre 1972) le détournement du vol 615. Il décrit les mesures qui ont été prises pour « accélérer l'expulsion » des assaillants de Munich, plutôt que de préparer leur procès.
Un contre-argument aux accusations de libération de prisonniers arrangée à l’avance consiste à souligner le manque de planification et de communication dont les négociateurs allemands ont fait preuve au cours de cette crise des otages. La situation avait été parfois chaotique et déroutante, ce qui rendait improbable une planification au préalable des négociations. LH 615 – Operation München (de), un long métrage documentaire de 1975 produit par Bayerischer Rundfunk, attribue l'issue non violente du détournement au président de Lufthansa Culmann et au consul Laqueur : ils avaient agi selon leurs propres conditions plutôt que d'obéir aux ordres des responsables gouvernementaux.

## Lectures complémentaires
- Blumenau, Bernhard. Les Nations Unies et le terrorisme. L'Allemagne, le multilatéralisme et les efforts antiterroristes dans les années 1970 . Basingstoke : Palgrave Macmillan, 2014, ch.2, p. 47-49. (ISBN 978-1-137-39196-4)